# 可部鋳物

可部駅西口の五右衛門風呂（逆さま）と大羽釜モニュメント。周りの椅子や建具の柱なども鋳物でできている。

可部鋳物（かべいもの）は、広島県広島市安佐北区可部で生産されている鋳物。

## 沿革

### 起源
可部は、太田川とその支流である根谷川・三篠川との合流地点にあることから、川運の集積地であり、
また瀬戸内海側からの雲石街道（可部街道）が、この地で出雲街道・石見街道に分岐して山陰側へと向かうことから、古くから交通・物流の要所であった。
安土桃山時代、この地は毛利氏家臣の熊谷氏が治めていたが、関ヶ原の戦い後毛利氏が長州（山口県）へ転封されることになり、熊谷氏もそれに従った。この熊谷氏の家臣には三宅勘兵衛という者がいて、それに従わず可部に移って帰農し鋳物を始めたのが、可部鋳物の起源であると伝承されている。また別の話では、元亀年間頃（1570年代）熊谷氏家臣時代の勘兵衛はすでに鋳物師をしており、いわゆる熊谷氏御用鋳物師であったと伝承されている。
これとは別に比較的信憑性の高い説としては、厳島神社対岸にあたる廿日市で鋳物師をしていた山田氏の庶流とされる久枝壱岐が、天文年間（1540年頃）に可部に移り住み、鋳物を始めたという。三入八幡神社は熊谷氏がその居城である三入高松城の鬼門に建立したものであるが、当初の梵鐘は久枝氏が元亀元年（1570年）作ったものであるという。ただし久枝氏は2代で終わったという。
のち三宅氏は代々可部の庄屋を務め、可部の土地の大半を所有した。三宅氏は可部鋳物の頭領的な存在となったと推定されている。

### 江戸期
可部が鋳物の町として広島藩内随一にまで成長したのは、江戸後期と見られている。北側の中国山地内ではたたら製鉄が行われており、その過程で出た金糞（鉄滓）や出来上がった銑鉄がこの地で降ろされ、また物資の集積地であったことから、木炭など他に必要なものを多く得ることができたことで、これらを用いて鋳物が大きく発達した。
安芸・備後の鋳物株の名簿である『芸備鋳物師株』においては以下の名が記載されている。
- 文政7年（1824年）版 : 庄蔵と勘兵衛と九右衛門の3人[2]。九右衛門が三宅氏と推定されている[2]。
- 万延2年（1861年）版 : 三宅半五郎と鋳物師屋勘兵衛の2人[2]。

また現存する鋳物品には三宅氏の他に、細田氏の名もある。
現在の可部三丁目には、「吹屋」（鞴に由来する）、「仮屋」（型込め作業時に火災が発生した場合に、延焼を防ぐために壊しやすい簡素な建物）、という地名が残っており、そこが当時の鋳物業の中心地であった。

### 幕末
黒船来航以降、各藩は軍事力増強、施設の建設や武器の製作に務めた。広島藩では藩内の鋳物師に大砲製作を命じ、広瀬村（現中区広瀬）に大砲場を置き、藩内の鋳物師を集めた。可部では三宅氏が大砲製作の命を受けているが、完成には至らなかったと伝えられている。
また戊辰戦争後は財政的に破綻状況となった諸藩は、贋金造りを行っている。広島藩でも同様で、可部では年寄で鉄問屋・鋳物屋を営んでいた南原屋木坂文左衛門にそれが命じられた。明治元年（1868年）4月から、二分金や天保金が造られたという。
明治3年（1870年）4月、明治政府は諸藩に対し贋金製造をやめさせ、また明治2年（1868年）5月までに贋金製造に関わった者を赦免する旨を発布した。ただ、広島藩ではそれ以降も贋金造りを行っていたことが政府に発覚、取り調べの中で藩内で最初に入牢させられたのが文左衛門であった。文左衛門は藩の責任を一身に背負い、明治4年（1871年）2月、病気により獄中死した。

### 長州風呂
元々、五右衛門風呂とは、底釜だけが鋳鉄製で、その上に木製の桶を乗せたもの、長州風呂が桶も含めて風呂釜全体が鋳鉄製のもの、と区別していた。

ある百科事典では、長州風呂は中国から長州に伝わり一般化したとしているが、これは東大寺復興に尽力した重源が、大仏殿再建のため巨木を求め、186年頃に周防国に至り、木材伐り出しに従事する人夫の為、のちに開山した周防国阿弥陀寺において湯施行の施設として整備した鉄湯船であり、南宋で知り得たものを国内で再現したとされるもので、行われた可部においては別の説がある。
江戸時代は鉄が貴重であったことから、木桶＋鋳鉄釜型が主流であったが、明治時代に入り製鉄の近代化が進み、鉄の流通量が増えると、一体型が作れるようになった。可部でも作るようになり、当初は「広島風呂」「芸州風呂」として売り出していたが、可部の鋳物師が“広島は佐幕派だから京都・大阪ではイメージが悪い”と「長州風呂」と名を改めて売り出したところ爆発的に売れた。一方で旧来の五右衛門風呂は、木桶と鋳鉄釜の接合部分から水が漏れることもあって次第に廃れていき、逆に名前は長州風呂呼称が廃れ、五右衛門風呂呼称が一般的となった。
一時は風呂釜の全国生産量の約8割が広島産で、そのうち7割が可部で作られたものであったと言われ、一大産地であった。可部の鋳物屋は、ほぼ五右衛門風呂かその関連商品を作っていたという。そうした中で第一次大戦後に鋳物製造の近代化が進み、町の南端である中島地区に生産の中心地が移っていった。風呂釜は台湾・朝鮮・満州などにも輸出していたという。
ただ、ガスの普及や公団住宅の増加などでホーローやFRPなどの浴槽が急速に普及したことによって、五右衛門風呂以外の商品も作られるようになり、オイルショックを境に、完全に五右衛門風呂製造から撤退して他商品へと移っていったという。
現在の可部の鋳物メーカーは、エンジン・ポンプなどの機械部品、金型、マンホールの蓋製造が主流となっている。
2018年現在、国内で唯一五右衛門風呂を製造している大和重工も、また可部の会社である。

## 備考
出雲（現島根県）でたたら製鉄を営んでいた櫻井家は、可部に関係がある。櫻井家の家伝によると、開祖は塙直之とされ、その息子の直胤が広島藩初代藩主福島正則に仕えていたが、正則が改易され次の広島藩主が浅野長晟となった際に、大阪夏の陣樫井の戦いで父・直之と戦った相手であることから、浪人し母方の姓である櫻井を名乗り、可部に住んだ。
生活に苦労する中で、備後国高野（現広島県庄原市）で良い鉄が取れることを知った櫻井直胤は移住し、たたら製鉄を始めた。その息子である櫻井直重が奥出雲へ移りたたら製鉄を続け、屋号を「可部屋」とした。なお、可部屋産の鉄が可部に流れていたかは不明。

## 参考資料
- 鋳物師.com - 広島県鋳物工業協同組合
  - 石谷凡夫. “広島地方（安芸国）の鋳物史”.   広島県鋳物工業協同組合. 2018年12月7日閲覧。